# Хорн, Ричард Генри
Ричард Генри Хорн (англ. Richard Henry Horne; 1802—1884) — английский поэт, прозаик и литературный критик.

## Биография
Ричард Генри Хорн родился 31 декабря 1802 года в Эдмонтоне. Получил образование в Королевском военном училище по окончании которого принял участие в Мексиканской экспедиции, во время которой был взят в плен. Затем служил мичманом в мексиканском флоте в составе которого участвовал в войне против Испании.
Завершив службу, некоторое время путешествовал по США и Канаде, а с 1852 по 1869 год жил в Австралии, где на золотых россыпях был начальником конной полиции, а затем комиссаром золотых приисков.
Свою поэтическую деятельность начал в 1828 году с большой поэмы «Hecatompylos». Большой резонанс произвела книга Р. Г. Хорна «Изобличение посредственностей и преград, не допускающих гениальных людей к публике» (1833); это произведение создало писателю массу врагов.
Главным образом, известность Хорна основана на написанной им в 1843 году эпической поэме «Орион». Это — аллегория в лицах, взятых из греческой мифологии и долженствующих изобразить собой рост поэтического ума. По мнению критика С. И. Рапопорта, «Поэма полна абстракций и несообразностей; трудно причислить ее к истинно поэтическим произведениям».
Хорн также написал несколько исторических драм. Весьма удачным оказался его критико-биографический труд «A New Spirit of the Age».
Ричард Генри Хорн умер 13 марта 1884 года в Маргите.